# PSR B0943+10
PSR B0943+10 é um pulsar a 2000 anos-luz da Terra  na direção da constelação de Leão. Foi descoberto em Pushchino em dezembro de 1968, a designação original deste pulsar era PP 0943, tornou-se o primeiro pulsar descoberto por astrônomos soviéticos.

## Características
Estima-se que o pulsar tenha 5 milhões de anos, o que é relativamente antigo para um pulsar. Tem um período de rotação de 1,1 segundos e emite ondas de rádio e raios-X. Pesquisas em andamento na Universidade de Vermont descobriram que o pulsar alternava aproximadamente a cada poucas horas entre um modo de rádio brilhante com pulsações altamente organizadas e um modo mais silencioso com estrutura temporal bastante caótica.
Além disso, as observações do pulsar realizadas simultaneamente com o observatório de raios X XMM-Newton da Agência Espacial Europeia e os radiotelescópios terrestres revelaram que ele exibe variações em sua emissão de raios X que imitam ao contrário as mudanças observadas nas ondas de rádio. – o pulsar tem uma luminosidade de raios-X não pulsante mais fraca durante o modo de rádio brilhante e é realmente mais brilhante durante o modo de rádio silencioso emitindo pulsos de raios-X distintos. Tais mudanças só podem ser explicadas se a magnetosfera do pulsar (que pode se estender até 52.000 km da superfície) alternar rapidamente entre dois estados extremos. A mudança acontece em uma escala de tempo de alguns segundos, muito mais rápido do que a maioria dos pulsares. Apesar de ser um dos primeiros pulsares descobertos o mecanismo para seu comportamento incomum é desconhecido.
Um grupo de pesquisa da Universidade de Pequim publicou um artigo sugerindo que o pulsar pode realmente ser uma estrela  de quarks de baixa massa.

## Sistema planetário
Em maio de 2014, dois gigantes gasosos foram encontrados orbitando PSR B0943+10.
| Companheiro (em ordem de estrela) | Massa (Júpiter = 1) | Semi-eixo maior(UA) | Período orbital(dias) | Excentricidade | Inclinação | Raio |
| --------------------------------- | ------------------- | ------------------- | --------------------- | -------------- | ---------- | ---- |
| b                                 | 2,8                 | 1,8                 | 730                   | —              | —          | —    |
| c                                 | 2,6                 | 2,9                 | 1460                  | —              | —          | —    |